# David J. Thouless

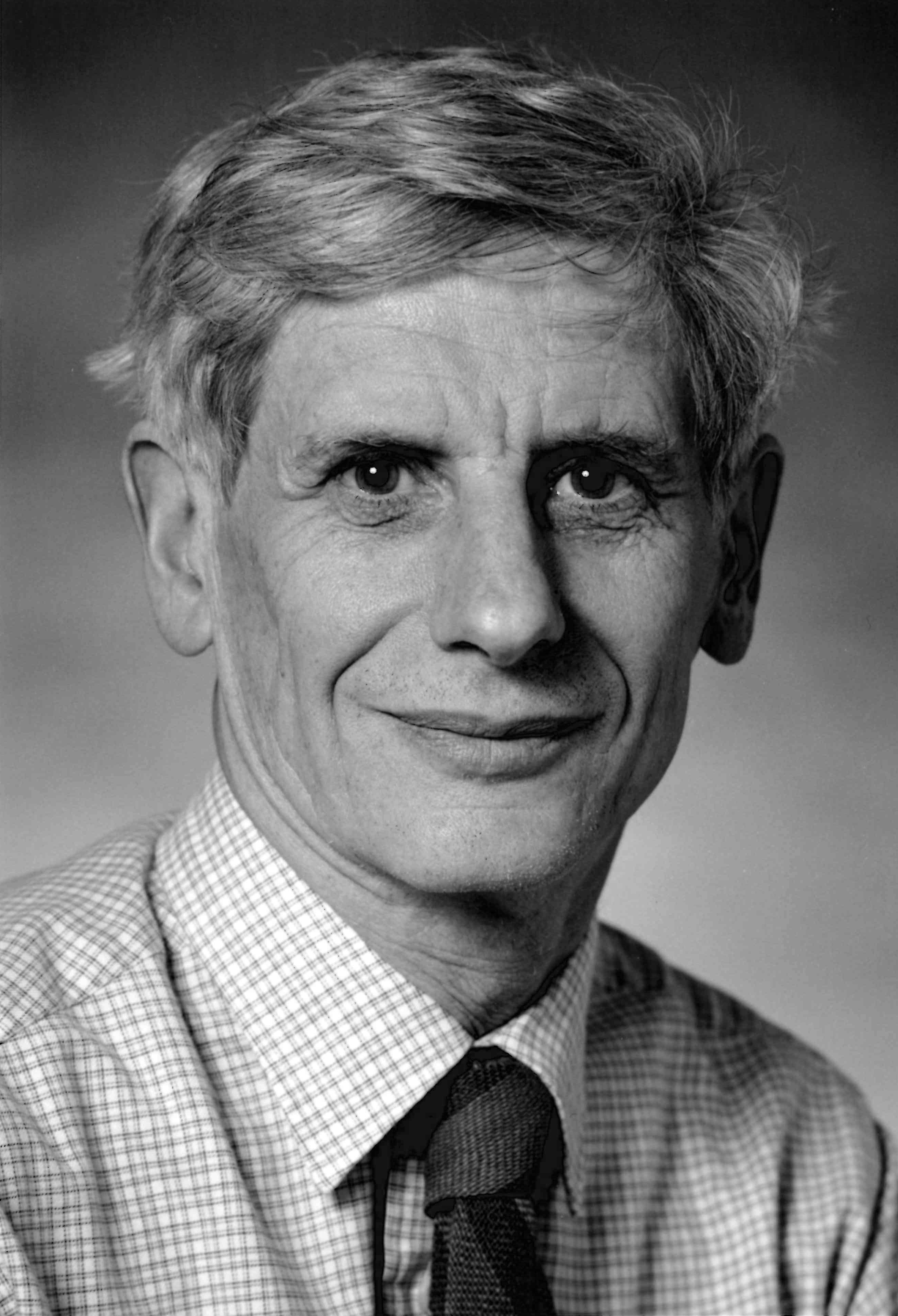
David J. Thouless, 1995

David James Thouless (* 21. September 1934 in Bearsden, Schottland; † 6. April 2019 in Cambridge) war ein britischer theoretischer Physiker und Gewinner des Wolf-Preises. 2016 erhielt er (zusammen mit F. Duncan M. Haldane und J. Michael Kosterlitz) für Forschungen zur Theorie topologischer Phasen der Materie den Nobelpreis für Physik.

## Leben und Karriere
David Thouless war der Sohn von Robert Thouless (1894–1984) und dessen Ehefrau Priscilla, geb. Gorton. Er machte 1955 seinen Bachelor-Abschluss an der Universität Cambridge, promovierte 1958 an der Cornell University unter Hans Bethe und war danach 1958/59 als Postdoc in Berkeley (Lawrence Berkeley National Laboratory) und 1959 bis 1961 an der Birmingham University bei Rudolf Peierls. 1961 bis 1965 war er Lecturer an der Universität Cambridge. 1965 bis 1978 war er Professor für mathematische Physik in Birmingham, war 1978 Professor an der Queen’s University (Kingston), bevor er 1979/1980 Professor of Applied Science an der Yale University und 1980 Professor für Physik an der University of Washington in Seattle wurde. 1988 bis 1998 war er dort Uehling Distinguished Scholar. Von 2003 bis zu seinem Tod im Jahre 2016 war er dort Professor Emeritus. 1983 bis 1985 war er Royal Society Research Fellow und Professor an der Universität Cambridge.

## Werk
Thouless leistete viele wichtige Beiträge zur Theorie der kondensierten Materie und Vielteilchentheorie. Während seiner Zeit in Birmingham untersuchte er mit mathematischen Mitteln die Natur der Kosterlitz-Thouless-Übergänge im XY-Modell, die Beispiele für topologische Phasenübergänge sind (Übergänge zwischen zwei Unordnungsphasen, von denen die eine durch Bildung topologischer Vortex-Anregungen erzeugt wird). Außerdem beschäftigte er sich mit der Anderson-Lokalisierung von Elektronen in ungeordneten Festkörpern und mit Spin-Gläsern. Ab den 1980er Jahren beschäftigte er sich u. a. mit quantisierten Vortex-Anregungen in Supraflüssigkeiten und Supraleitern und dem Quanten-Hall-Effekt. Anfang der 1960er Jahre beschäftigte er sich auch mit kollektiven Anregungen in Atomkernen und mit der Theorie der Kernmaterie.
Eine Arbeit von Thouless, Mahito Kohmoto, M. P. Nightingale und M. den Nijs von 1982 identifizierte eine topologische Invariante im ganzzahligen Quanten-Hall-Effekt (die TKNN-Invariante) (in einem vereinfachten Modell ohne Wechselwirkung der Elektronen untereinander), die eine Erklärung der Stabilität des Effekts liefert. Die TKNN-Zahl ist eine ganze Zahl {\displaystyle n}, die über {\displaystyle \sigma _{xy}={\frac {ne^{2}}{h}}} die quantisierte Hall-Leitfähigkeit für jedes Band ergibt und über ein Integral der Bloch-Wellenfunktionen über die magnetische Brillouin-Zone ausgedrückt werden kann. Sie entspricht topologisch der ersten Chernklasse eines U(1)-Faserbündels. Topologische Phasen in Festkörpern wurden 2005 aktuell mit der Einführung Topologischer Isolatoren durch Charles L. Kane und Shoucheng Zhang, die auch experimentell beobachtet wurden.

## Ehrungen und Mitgliedschaften
Thouless war Fellow der Royal Society, Fellow der American Physical Society, Fellow der American Academy of Arts and Sciences und seit 1995 Mitglied der US-amerikanischen National Academy of Sciences. Er erhielt 1973 die Maxwell-Medaille, 1990 den Wolf-Preis für Physik, 1993 die Dirac-Medaille, den Holweck-Preis, den Fritz London Memorial Prize (1984), 2000 den Lars-Onsager-Preis sowie 2016 den Nobelpreis für Physik gemeinsam mit F. Duncan M. Haldane und J. Michael Kosterlitz für die theoretischen Entdeckungen der topologischen Phasenübergänge und Phasen der Materie.
1986 erhielt er einen Sc.D. der Universität Cambridge.

## Privates
1958 heiratete er Margaret Scrase. Er hatte mit ihr zwei Söhne und eine Tochter. Seine Frau wurde später zur Professorin für Pathobiologie an die Universität Washington berufen. Im Jahr 2016 war David J. Thouless schon an Demenz erkrankt, konnte aber noch an der Nobelpreisverleihung in Stockholm teilnehmen und sich darüber freuen.

## Schriften
- Quantum mechanics of many-particle systems. 1961, deutsch Quantenmechanik der Vielteilchensysteme. BI Hochschultaschenbuch, 1961
- Topological quantum numbers in non relativistic physics. World Scientific 1998
- mit John M. Kosterlitz: Ordering, metastability and phase transitions in 2 dimensional systems. In: Journal of Physics C. Band 6, 1973, S. 1181
- Condensed matter physics in less than 3 dimensions. In: Davies: The new physics. 1990
- Introduction to localization. In: Physics Reports. Band 67, 1980, Les Houches Lectures
- Topological considerations. In: Prange und Girvin (Hrsg.): The Quantum Hall Effect. Springer 1990